# جون إيرلي (كوميدي)
جون إيرلي (بالإنجليزية: John Early)‏ مواليد 21 يناير 1988، هو كوميدي وممثل وكوميدي أمريكي.

## الأعمال
- 30 روك
- مدينة واسعة
- ويت هوت أميريكان سمر: فيرست داي أو كامب
- حب
- الشخصيات
- جيران 2: صعود نادي الفتيات
- عشاء الأم الممتع

## روابط خارجية
- جون إيرلي على موقع IMDb (الإنجليزية)
- جون إيرلي على موقع ميوزك برينز (الإنجليزية)
- جون إيرلي على موقع قاعدة بيانات الفيلم (الإنجليزية)